# Cmentarz żydowski w Zdunach
Cmentarz żydowski w Zdunach – kirkut społeczności żydowskiej niegdyś zamieszkującej Zduny. Nie wiadomo dokładnie kiedy powstał. Miał powierzchnię 0,15 ha. Zachowały się fragmenty zniszczonych nagrobków.